# Диоген Вавилонски
Диоген Вавилонски (на старогръцки: Διογένης ὁ Βαβυλώνιος; на латински: Diogenes Babylonicus, * 240 пр.н.е. в Селевкия-Ктесифон; † пр. 150 пр.н.е.) е гръцки философ в Атина.
Той е ръководител (σχολάρχης scholárchēs) на стоическата философската школа, Стоа, след Хризип от Соли († 207 пр.н.е.).
Наричан е „Диоген Вавилонски“ понеже произлиза от областта Вавилония, а не от по това време разрушения град Вавилон. Той е наричан също и „Диоген Селевкийски“, на родния му град Селевкия.
Диоген учи при Хризип от Соли и Зенон Тарсийски. Той става ръководител на училището след Хризип. Негови най-известни ученици са Антипатър от Тарс, Панетий Родоски и Карнеад от Кирена.
През 155/156 пр.н.е. той отива с Критолай с прочутата философска делегация в Рим и защитава Атина пред Сената. Те намаляват исканата глоба от Атина от 500 таланта на 100 талантa.
Диоген е автор на много загубени вече произведения по философия, реторика и музика.
След смъртта му през 150 пр.н.е. на 88 години, ръководител на училището става Антипатър от Тарс.